# 呉碭
呉 碭（ご とう、生没年不詳）は、中国後漢時代末期の政治家。字は叔山。交州南海郡掲陽県の人。

## 生涯
後漢末期、孝廉に推挙され、長沙郡安成県長となった。劉備が長沙太守韓玄を降伏させ、これを領有すると呉碭は劉備に仕えることとなった。建安20年（215年）、荊州領有問題のこじれから、孫権は孫茂を督とし呂蒙・呂岱・魯粛ら十将に長沙郡・零陵郡・桂陽郡を攻撃させた。呉碭を含む安成・攸・永新・茶陵の四県の官吏は合して山城に籠り抵抗したが、呂岱に攻められて降伏した。関羽が三郡奪還の為に軍を動かすと、呉碭は中郎将の袁龍と共にこれに呼応し反旗を翻し、攸県に駐屯した。魯粛が攸県を、呂岱が醴陵県に拠った袁龍を攻撃すると、二人は敗れて、呉碭は逃亡し、袁龍は捕らえられ斬られた。
呉碭はこの後、故郷の交州に逃れたが、孫権が交州を領有し、交州刺史として歩騭を送り込むと、歩騭は呉碭を義人であるとして取り立てようとしたが、呉に仕えようとはしなかった。
呉碭は魯粛に破れた際、「私は天子の命によって安成長となった。漢という国が有ることは知っているが、呉という国が有ることは知らない」と語ったと言う。